# KV1
KV1 (z anglického King’s Valley 1) je hrobka nacházející se v egyptském Údolí králů, která sloužila jako pohřební hrobka faraona Ramesse VII.
Vstup byl vytesán do základní strany na konci kopce první severozápadní větve údolí. Hrobka je nedokončená a zahrnuje otevřenou rampu coby vchod, chodbu, klenutou pohřební komoru a další nedokončenou komoru. Zdi jsou zdobeny výňatky z knihy Brány, knihy Jeskyní, knihy Země a obřadu Otevření úst. Stropy jsou pomalované motivy letících supů a astronomickými počty. Prozkoumal ji egyptolog Edwin Brock.